# Guerra Colla-Inca
A guerra Colla-Inca colocou os Collas contra os Incas entre 1445 e 1450. Ela vê a entrada do Império Inca no Altiplano Andino. É uma das primeiras grandes guerras do imperador inca Pachacuti.
O Império Colla estende-se por um território de mais de quilômetro . Os Collas possuem domínios na costa chilena, no Piemonte Amazônico e nas proximidades de Arequipa.
Esta guerra seguiu-se à conquista dos territórios Chanca. Acentuou consideravelmente o poder inca na região. Contudo, o poder imperial não estava bem consolidado já que, sob os reinados de Pachacuti e Tupac Yupanqui, esta região revoltou-se três vezes.

## Fundo
O primeiro conflito entre os Incas e os Collas ocorreu durante o reinado de Viracocha Inca . Nesta época, os Collas e os Lupacas disputavam o domínio da região. Viracocha, que apoiou ambos os poderes, fez secretamente uma aliança com Cari, o senhor de Lupaca. O senhor dos Collas fica sabendo desta aliança secreta e segue em direção ao território Lupaca antes da chegada dos Incas. Ao mesmo tempo, Viracocha subjugou os povos Canchis e Canas.

## Processo
As causas da guerra não são muito claras. Segundo o cronista e navegador espanhol Pedro Sarmiento de Gamboa, foi um ataque de Colla. Com efeito, o soberano Colla teria, segundo este historiador, assumido o título de Cápac Inca.  Este título, que significa “ Governante inca ", Ou " poderoso Inca ”, está reservado ao imperador inca. Daí o fato de o Colla Cápac (“ governante Colla ") assumir este título indicaria que uma invasão do Império Inca foi planejada pelos Collas. Por outro lado, Bernabé Cobo, missionário e cronista espanhol, acredita que a causa da guerra é a entrada dos exércitos incas no território de Colla.  A etno-historiadora María Rostworowski, que no entanto utiliza abundantemente os escritos de Sarmiento de Gamboa, também observa que se tratou de uma agressão inca. De acordo com ela, "não podemos acreditar que o Inca pudesse ter se aventurado em guerras distantes sem primeiro ter conquistado Collao".
Enquanto se completava a reconstrução de Qoricancha, Pachacutec enviou um exército comandado por Apo Conde Mayta (do quíchua Apu Kunti Maita ) para Lurucache, na fronteira sul do Império com os Collas. Segundo Henri Favre, esta guerra e a campanha de Capac Yupanqui em Chinchay Suyu ocorreram simultaneamente. Da serra de Vilcanote estende-se o território do poderoso senhor (Curaca) dos Collas, Sapana,  também chamado Chuchic Capac. Em Lurucache, o general inca deve esperar pelo soberano e espionar Chuchic Capac para saber de suas decisões. Tendo Pachacutec chegado com reforços, os exércitos incas cruzaram a Serra de Vilcanote.
Chuchic Capac, informado da invasão inca, dirigiu-se à cidade de Ayaviri (ou Ayawiri) para aguardar o exército adversário.

## Batalha
Pachacutec envia então emissários para fazer o seu pedido recíproco, ou seja, o seu pedido de facto de submissão no âmbito do mutualismo andino . A colla soberana responde "que ele ficou encantado ao ver o Inca oferecer-lhe sua lealdade, assim como as outras nações que ele conquistou ; mas se essa não era sua intenção, então que sua cabeça estivesse preparada, pois planejava beber dela para comemorar a vitória que seria sua caso se encontrassem em batalha".
No dia seguinte a batalha começou nas proximidades de Ayaviri. Após longas batalhas, Pachacutec insta fortemente seus exércitos à vitória. O cronista espanhol Sarmiento de Gamboa relata que Pachacutec então gritou : "Ó Incas de Cusco ! Vitorioso em todos os lugares da terra ! Como você não tem vergonha de que um povo tão inferior, tão desigual na guerra, se iguale a você e resista por tanto tempo?". O incentivo de Pachacutec encorajou os soldados incas que repeliram as forças Colla. Chuchic Capac, notando o ardor dos exércitos inimigos, retirou-se para chegar à cidade de Pukara. Os Incas perseguiram o inimigo até  Chuchic Capac foi capturado pelo exército Inca. Segundo algumas fontes, Pachacuti derrotou pessoalmente o senhor colla. Após a captura de Chuchic Capac, os exércitos incas detiveram os soldados Colla em retirada até que todos os generais Colla fossem capturados.
Após a batalha, Pachacutec segue em direção a Hatun Colla, capital dos Collas. Ele prolonga sua permanência ali até que todos os povos anteriormente sujeitos aos Collas lhe prestem lealdade. Ao saber da vitória dos Incas sobre seus antigos inimigos, os Lupacas também se submeteram.